# TSV Klausdorf
Der TSV Klausdorf (offiziell: TSV Klausdorf von 1916 e.V.) ist ein Sportverein aus dem Ortsteil Klausdorf der Stadt Schwentinental in Schleswig-Holstein. Der Verein bietet neben Fußball eine größere Anzahl von weiteren Sportarten an.

## Fußballabteilung
Der Herren-Fußballmannschaft des Vereins gelang 2009 nach vielen Jahren der Zugehörigkeit zu unteren Spielklassen der Aufstieg in die Schleswig-Holstein-Liga. In der Saison 2009/10 erreichte der Verein dort den 15. Platz, der den direkten Wiederabstieg bedeutete. Der TSV Klausdorf spielte seitdem in der schleswig-holsteinischen Verbandsliga Ost und qualifizierte sich 2017 für die neu geschaffene Landesliga Schleswig.
Seit den siebziger Jahren wird Frauenfußball beim TSV Klausdorf gespielt. Seit dem 1. Juli 2010 spielen die Frauen und Mädchen in ihrer eigenen Fußballsparte. In der Saison 2016/2017 konnten gleich vier Mannschaften gemeldet werden. Eine U-15-Juniorinnen in der Kreisliga Plön, eine U-17-Juniorinnen in der Kreisliga Rendsburg-Eckernförde, eine Frauenmannschaft in der Kreisklasse A-Ost Plön sowie eine Frauenmannschaft in der Schleswig-Holstein Liga.